# Waldkraiburg
Waldkraiburg er den største by i Landkreis Mühldorf am Inn i den østlige del af regierungsbezirk Oberbayern i den tyske delstat Bayern.
Med knap 25.000 indbyggere er Waldkraiburg efter Rosenheim den næststørste by i Planungsregion Südostoberbayern.

## Geografi
Waldkraiburg liegt im Bayerisches Alpenvorland, omkring 10 km sydvest for Mühldorf akserne München – Salzburg og Landshut – Rosenheim. 

Byen Waldkraiburg grænser mod nord til det kommunefri fområde Mühldorfer Hart og kommunen Ampfing, mod nordøst til Mühldorf, mod øst til Polling og mod syd til Kraiburg am Inn. Sydvest for Waldkraiburgs ligger kommunen Jettenbach og mod vest Aschau am Inn. I nordvest er der et kort stykke også kommunegrænse til Heldenstein.

## Historie
Waldkraiburg er en af fem bayerske byer for flygtninge og fordrevne, der opstod efter 2. verdenskrig.